# Isabella Augusta Gregory
Isabella Augusta, Lady Gregory (født 15. marts 1852, død 22. maj 1932) var en irsk dramatiker og folkemindesamler. Sammen med William Butler Yeats og andre var hun med til at grundlægge Irish Literary Theatre og Abbey Theatre, og hun skrev en række kortere stykker til begge teatre. Lady Gregory udgav også en række bøger med genfortællinger af historier fra den irske mytologi. Skønt hun var født ind i en klasse, der normalt støttede det britiske styre, blev hun efterhånden engageret i den kulturelle irske nationalisme, som det ses af hendes værker. Dette var symbolsk for mange af de forandringer, der fandt sted i Irland i løbet af hendes liv.
Lady Gregory huskes især for sit arbejde med den irske renæssance. I hendes hjem i Coole Park i County Galway mødtes de vigtigste skikkelser i denne renæssance, og hendes tidlige arbejde som medlem af bestyrelsen for Abbey Theatre var mindst lige så vigtigt som hendes kreative skriverier. Lady Gregorys motto stammer fra Aristoteles: "At tænke som en vismand, men at udtrykke sig som almindelige mennesker".